# Burgfrieden
 (avril 2024).
Si vous disposez d'ouvrages ou d'articles de référence ou si vous connaissez des sites web de qualité traitant du thème abordé ici, merci de compléter l'article en donnant les références utiles à sa vérifiabilité et en les liant à la section « Notes et références ».
Le Burgfrieden (diversement traduit par « paix civique » ou « paix au château ») est un concept utilisé pour caractériser la mise en arrière-plan des conflits de politique intérieure et des confrontations économiques en Allemagne pendant la Première Guerre mondiale. En France, c'est le concept d'Union sacrée qui est utilisé.

## Naissance

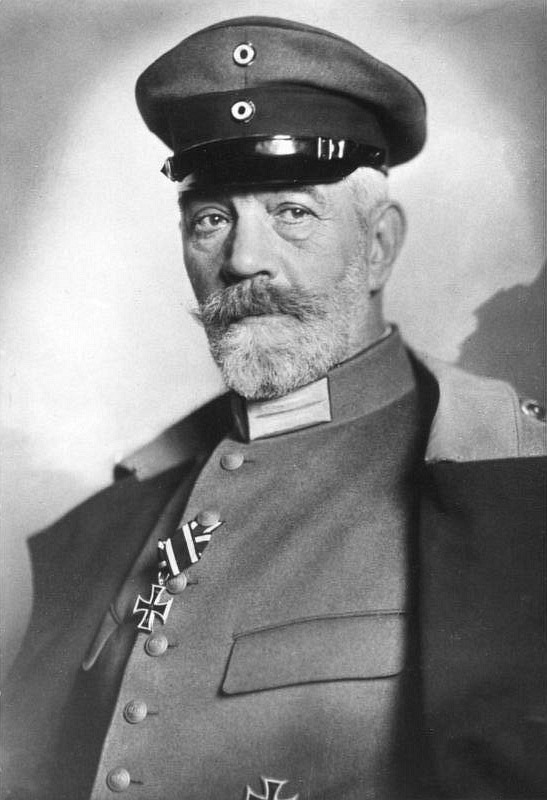
Le chancelier Bethmann-Hollweg (1917)

Le 4 août 1914 à Berlin, l'empereur Guillaume II réunit les représentants de tous les partis siégeant au Reichstag et proclame dans un discours : 
« Je ne connais plus de partis, je ne connais que des Allemands ! Comme preuve du fait qu'ils sont fermement décidés, sans différence de parti, d'origine ou de confession à tenir avec moi jusqu'au bout, à marcher à travers la détresse et la mort, j'engage les chefs des partis à avancer d'un pas et de me le promettre dans la main ».
Ces phrases rédigées par Bethmann Hollweg remportent un franc succès chez les parlementaires, même au sein de la majorité du parti d'opposition qu'est le Parti social-démocrate d'Allemagne (SPD). Et la plupart des députés vont y adhérer. Une des raisons centrales en est le fait que le gouvernement soit parvenu pendant la crise de juillet à convaincre l'opinion, y compris une grande partie du SPD et des syndicats, que l'Empire allemand se trouvait face à une guerre défensive contre la Russie. Le Reichstag vote alors les crédits de guerre nécessaires.
La Commission générale des syndicats allemands avait déjà proclamé le 2 août qu'elle renoncerait pendant la guerre aux grèves et aux hausses de salaire. Il en va de même pour les Gewerkvereine et les syndicats chrétiens. Le Reichstag décide le 4 août de renoncer à de nouvelles élections après la fin de la législature et même à des élections complémentaires. Pendant la guerre, il renonce même à des séances plénières publiques. Même la presse cesse les attaques publiques contre le gouvernement et met en place une auto-censure. Toutefois, la proclamation de l'état de guerre mène à des mesures de censure contre la presse.

## Effet du Burgfrieden au sein du SPD

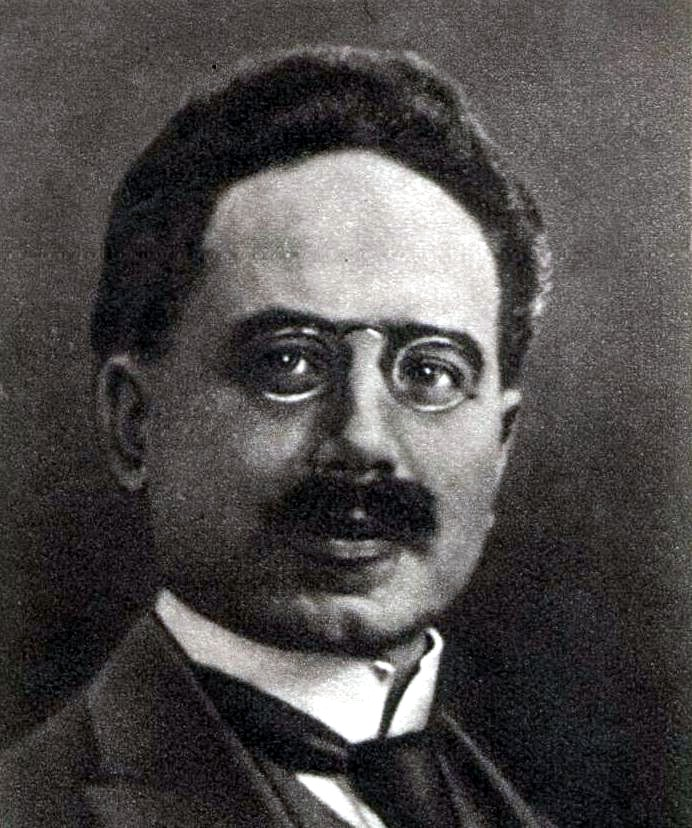
Karl Liebknecht

L'adhésion du SPD au Burgfrieden est pour le moins surprenante. En effet, avant la proclamation de l'état de siège du 31 juillet, qui supprime certains droits politiques et introduit une pré-censure de la presse, quelque 750 000 militants SPD étaient descendus dans la rue dans tout l'Empire pour manifester contre la guerre. Cependant, dès le 2 août, les Syndicats libres sociaux-démocrates se prononcent pour un soutien à la politique de guerre et une renonciation aux grèves. Les dirigeants syndicaux et la direction du SPD justifient ce revirement en invoquant que l'Allemagne menait une guerre défensive et qu'il importait de protéger les acquis du mouvement ouvrier contre le régime dictatorial du tsar, faisant ainsi appel à l'anti-tsarisme profondément enraciné chez les ouvriers sociaux-démocrates. En réalité, la direction du parti voit ici l'occasion, après des décennies d'exclusion des sociaux-démocrates comme ennemis de l'Empire, de consolider symboliquement, aussi au niveau politique, leur intégration, déjà bien avancée sur le plan culturel, dans la société. La direction du parti et la fraction parlementaire social-démocrate se désolidarisent ainsi de la base du parti, directement concernée, sur le front comme dans les foyers, par les privations de la guerre. C'est ici que s'esquissent déjà les conflits qui mèneront jusqu'en 1917 à la scission du SPD.
Les pacifistes et les hommes politiques engagés pour la lutte des classes et l'internationalisme comme Rosa Luxemburg et Karl Liebknecht sont alors isolés. Les réformistes convaincus comme Eduard David, Wolfgang Heine et Ludwig Frank parviennent à imposer le vote des crédits de guerre dans le court moment entre le début de la guerre le 1er août et la décision du Reichstag le 4 août 1914. Le SPD et avant tout son aile droite utilisent l'occasion pour faire cesser l'accusation selon laquelle les sociaux-démocrates sont sans patrie. 
Ce n'est que peu à peu que s'impose une position différenciée. Ainsi, Karl Liebknecht vote contre les crédits de guerre lors de la deuxième séance et porte ainsi le premier coup contre le SPD. Le peu d'opposants à la guerre au sein du parti se regroupent le 5 août au sein du Gruppe Internationale d'où naîtra le groupe Spartacus en 1915 puis la Ligue spartakiste en 1918. Ils aspirent à une révolution socialiste qui doit également éviter les guerres futures de manière efficace. 
Le Parti social-démocrate indépendant d'Allemagne (USPD) est fondé peu de temps après. En décembre 1914, Karl Liebknecht refuse de voter les crédits de guerre, Otto Rühle fait de même en janvier 1915. Le 30 mars 1915, Otto Rühle vote à nouveau, en commun avec Liebknecht, contre les crédits de guerre lors de la troisième séance. Au cours de la guerre, le nombre des membres du SPD se prononçant contre la guerre devient de plus en plus important.
Quelques mois plus tard, les socialistes qui ne se reconnaissent plus dans l'action de leur parti se réunissent à Zimmerwald.

## Perte de vitesse du Burgfrieden
Avec l'allongement de la guerre et la victoire qui se fait attendre, le Burgfrieden s'effrite. Depuis 1915 déjà, la situation alimentaire et la lassitude font éclater les premières grèves et manifestations. La fin du Burgfrieden politique se situe en 1916 où la question des buts de guerre est discuté aussi dans l'opinion publique. Parallèlement aux représentants d'une paix de conciliation apparaissent les partisans des annexions comme le Deutsche Vaterlandspartei (Parti de la patrie allemande). Les troubles sociaux, en particulier au sein du monde ouvrier, se renforce à mesure que la guerre se prolonge. Les syndicats ont beaucoup de difficultés à garder le mouvement sous contrôle.

## Scission du SPD et création de la Ligue spartakiste
La résistance des opposants au Burgfrieden contre la guerre comme Rosa Luxemburg,  Clara Zetkin ou Karl Liebknecht mène à leur exclusion du parti. Beaucoup d'entre eux sont condamnés en 1916 à des peines de prison et cette même année se forme le "Gruppe Internationale", qui donne naissance à la Ligue spartakiste. Avec d'autres groupes révolutionnaires, le Parti communiste d'Allemagne (KPD) est fondé à partir de la ligue spartakiste au cours de la Révolution allemande de 1918-1919. C'est ainsi que la social-démocratie s'est trouvée définitivement divisée entre un groupe orienté vers les réformes et un autre vers la révolution. Jusqu'en 1922, l'USPD est déchirée entre ces deux pôles et ne joue par la suite aucun rôle important au sein de la République de Weimar.

## Burgfrieden aussi sur le plan religieux
Les dignitaires catholiques et protestants justifient l'opportunité de la guerre dans de nombreux prêches et discours. Cette convergence apaise le conflit entre les deux confessions, qui se trouve repoussé à l'arrière-plan devant les nécessités de la guerre.